# Población Recabarren
La Población Recabarren es un antiguo barrio de la ciudad de Santiago de Chile, en la comuna de Renca. Tuvo origen en una de las primeras ocupaciones ilegales de terrenos en 1947, precediendo en diez años a la Población La Victoria, erróneamente considerada la primera. Ubicada a pocas cuadras de la Plaza de Armas de Renca, ha permanecido como un sector de fuerte identidad.

## Historia
Tras el fin de la Segunda Guerra Mundial, la situación social, política y económica en Chile se vio fuertemente convulsionada. Aumentaron las protestas y el clima de descontento se profundizó. La llegada al poder de Gabriel González Videla generó grandes expectativas, aunque al poco tiempo se pudo observar que la situación no mejoraba. Uno de los temas que siguió estancado fue el de la vivienda.
En junio de 1947, una decena de familias provenientes de la pampa salitrera y de Atacama, entre ellos Manuel Recabarren Vega de militancia comunista, organizaron a los sin viviendas de las poblaciones aledañas ocupando un predio frente al Estadio de Renca (hoy Estadio Municipal), para negociar la compra del sitio a sus dueños. Poco después, se agregaron familias de la Población Bulnes y Nueva Matucana, al sur del Mapocho. Todas ellas constituyeron el Comité de Vivienda La Marquesita, adherido al Frente Nacional de la Vivienda. Con el apoyo del Intendente de Santiago, René Frías Ojeda, también comunista, no fueron desalojados.
Tempranamente comenzó el diseño de la población y la asignación de los sitios, cada uno de 10 metros de frente por 25 de fondo. Los nombres de las calles estuvieron relacionados con figuras de luchadores, como Pedro Aguirre Cerda, Ramona Parra, Ángel Veas Alcayaga y Luis Emilio Recabarren, además de personajes reconocidos de la comuna, como Manuel Robles y Nicolás Plaza. 
En febrero de 1948, el grupo de ocupantes, conformado por 150 familias, es decir, unas mil personas, seguía intentando no ser desalojado por el dueño, Juan de Dios Morandé. Para ello, contaba con el apoyo del regidor Domingo Hidalgo y del dirigente nacional del Frente Nacional de la Vivienda, Juvenal Gordillo.
Bajo la Dictadura de Pinochet, la población pasó a denominarse oficialmente Población Pedro Aguirre Cerda, aunque sigue siendo reconocida por su nombre original. El nombre de las calles también cambió: Ramona Parra pasó a ser Biobío; Ángel Veas se transformó en Toesca; y Luis Emilio Recabarren, en La Marquesita.

## Identidad y organización
Durante varias décadas la Población Recabarren mantuvo una fuerte identidad obrera. Entre sus vecinos se contaron dos diputados obreros, Andrés Escobar Díaz y Galvarino Melo Páez. Los traspasos en la propiedad de algunos sitios y el cambio generacional ha debilitado, en parte, la fuerte identidad que tuvo la población hasta 1973.
Una organización local que ha colaborado a mantener la memoria colectiva es el Club Deportivo Defensor Renca, que lleva como fecha de fundación el 17 de junio de 1947, posiblemente el día de la ocupación.